# Sidney Sheldon
Sidney Sheldon, ursprungligen Sidney Schechtel, född 11 februari 1917 i Chicago, Illinois, död 30 januari 2007 i Rancho Mirage, Kalifornien, var en amerikansk författare, manusförfattare och regissör/producent.

## Biografi
Sidney Sheldon studerade vid Northwestern University. Under den stora depressionen på 1930-talet försörjde han sig som bland annat fabriksarbetare, hallåman i radio och rockvaktmästare. Han begav sig så till Hollywood där han fick arbete hos Universal Studios som korrekturläsare.
Sheldon började sedan som sångförfattare. När han var 25 år spelades tre av hans musikaler för fulla hus på Broadway. 1947 fick han en Oscar för bästa originalmanus till Jag såg honom först!. Han erhöll även priset Screen Writers Guild Award för manus till de kända filmerna En dans med dej (1948) och Annie Get Your Gun (1950). Han regisserade även filmerna Drömhustrun (1953) och The Buster Keaton Story (1957).
Under 1970-talet fick han stora framgångar som författare. Flera av hans romaner har filmats, och bland de mest kända kan nämnas På andra sidan midnatt, Blodsband, Tracys hämnd och Änglars vrede.

## Författarskap
Sheldons böcker handlar ofta om smutsiga intriger mellan olika personer i en glamorös överklassmiljö och karaktärerna ställs ofta inför svåra moraliska dilemman.